# Coupe du Liechtenstein de football 1964-1965
 (février 2023).
Si vous disposez d'ouvrages ou d'articles de référence ou si vous connaissez des sites web de qualité traitant du thème abordé ici, merci de compléter l'article en donnant les références utiles à sa vérifiabilité et en les liant à la section « Notes et références ».
Navigation
Édition précédente Édition suivante
La coupe du Liechtenstein 1964-1965 de football est la 20e édition de la Coupe nationale de football, la seule compétition nationale du pays en l'absence de championnat.
La finale est disputée à Triesen, le 8 septembre 1965, entre le FC Triesen et le FC Schaan. 
Le FC Triesen remporte le trophée en battant le FC Schaan. Il s'agit du 6e titre de l'histoire du club dans la compétition.

## 1ertour
| Équipe 1          | Résultat | Équipe 2    |
| ----------------- | -------- | ----------- |
| FC Balzers        | 3 - 4    | FC Vaduz II |
| USV Eschen/Mauren | 3 - 1    | FC Ruggell  |

## Demi-finales
| Équipe 1          | Résultat | Équipe 2    |
| ----------------- | -------- | ----------- |
| FC Schaan         | 1 - 0    | FC Vaduz II |
| USV Eschen/Mauren | ?        | FC Triesen  |

## Finale
| 9 septembre 1965 | FC Triesen | 4 - 3 | FC Schaan | Triesen |  |
|                  |            |       |           |         |  |